# Eridolius elegans
Eridolius elegans là một loài tò vò trong họ Ichneumonidae.